# Wahlen zum Senat der Vereinigten Staaten 1992
Die Wahlen zum Senat der Vereinigten Staaten 1992 zum 103. Kongress der Vereinigten Staaten fanden am 3. November statt. Sie waren Teil der Wahlen in den Vereinigten Staaten an diesem Tag und fielen mit der Präsidentschaftswahl zusammen, in der Präsident Bill Clinton erstmals gewählt wurde.
Zur Wahl standen die 34 Sitze der Klasse III, außerdem fanden in Kalifornien und North Dakota Nachwahlen für vorzeitig aus dem Amt geschiedene Senatoren statt, die Wahl in North Dakota war erst am 4. Dezember. 21 dieser Senatoren gehörten der Demokratischen Partei an, 15 den Republikanern. 23 Amtsinhaber verteidigten ihre Sitze, 13 Demokraten und 10 Republikaner. Jeweils zwei Sitze wechselten von den Demokraten zu den Republikanern und umgekehrt, so dass sich an der Sitzverteilung nichts änderte: Die Demokraten verteidigten ihre Mehrheit von 57 Sitzen gegen 43 der Republikaner.
Mit Carol Moseley Braun wurde erstmals eine afroamerikanische Frau in den Senat gewählt. In Kalifornien wurden Dianne Feinstein und Barbara Boxer gewählt, so dass erstmals ein Staat durch zwei Frauen im Senat vertreten war. Mit Patty Murray wurde eine vierte Frau im gleichen Jahr in den Senat gewählt, was die Presse dazu bewog, 1992 als „Year of the Woman“ (Jahr der Frau) zu benennen.
Eine Besonderheit ergab sich in North Dakota. Der demokratische Senator der Klasse III, Kent Conrad, hatte bei seiner Wahl 1986 angekündigt, nicht zur Wiederwahl anzutreten, wenn das Haushaltsdefizit der USA bis dahin nicht substanziell gesunken sei. Obwohl Umfragen zeigten, dass er gute Chancen auf eine Wiederwahl hatte, fühlte er sich an sein Versprechen gebunden und trat für diesen Sitz nicht an. Im September verstarb jedoch der andere Senator von North Dakota, Quentin N. Burdick. Gouverneur George Sinner ernannte Burdicks Witwe, Jocelyn Burdick, für die Zeit bis zur nächsten Wahl, die damit die erste Frau war, die North Dakota im Kongress vertrat. Burdick trat nicht zur Wiederwahl an, aber Kent Conrad bewarb sich um den freigewordenen Sitz, was er nicht als Widerspruch zu seinem Versprechen sah, und wurde mit großer Mehrheit gewählt.
Kurz nach dem ersten Zusammentritt des 103. Kongresses trat der demokratische Senator aus Texas Lloyd Bentsen zurück, um das Amt des Finanzministers zu übernehmen. Zu seinem Nachfolger wurde Bob Krueger ernannt, der im Juni 1993 in einer Nachwahl von der Republikanerin Kay Bailey Hutchison klar geschlagen wurde. Damit sank die Mehrheit der Demokraten auf 56 zu 44.
Zu Veränderungen nach der Wahl siehe auch Liste der Mitglieder des Senats im 103. Kongress der Vereinigten Staaten.

## Ergebnisse

### Nachwahlen zum 102. Kongress
Die Inhaber der zur Wahl stehenden Sitze waren als Ersatz für ausgeschiedene Senatoren ernannt worden, die Wahlen fanden gleichzeitig mit der Wahl zum 103. Kongress statt. Die Gewinner dieser Wahlen wurden vor dem 3. Januar 1993 in den Senat aufgenommen, also während des 102. Kongresses.
| Staat        | Amtierender Senator | Partei       | Nachwahl | Ergebnis                | Neuer Senator    |
| ------------ | ------------------- | ------------ | -------- | ----------------------- | ---------------- |
| Kalifornien  | John F. Seymour     | Republikaner | Klasse I | Zugewinn Demokraten     | Dianne Feinstein |
| North Dakota | Jocelyn Burdick     | Demokrat     | Klasse I | von Demokraten gehalten | Kent Conrad      |

### Wahlen zum 84. Kongress
Die Gewinner dieser Wahlen wurden am 3. Januar 1959 in den Senat aufgenommen, also bei Zusammentritt des 86. Kongresses. Alle Sitze dieser Senatoren gehören zur Klasse I.
| Staat          | Amtierender Senator | Partei       | Ergebnis                   | Neuer Senator           |
| -------------- | ------------------- | ------------ | -------------------------- | ----------------------- |
| Alabama        | Richard Shelby      | Demokrat     | wiedergewählt              | Richard Shelby          |
| Alaska         | Frank Murkowski     | Republikaner | wiedergewählt              | Frank Murkowski         |
| Arizona        | John McCain         | Republikaner | wiedergewählt              | John McCain             |
| Arkansas       | Dale Bumpers        | Demokrat     | wiedergewählt              | Dale Bumpers            |
| Colorado       | Tim Wirth           | Demokrat     | von Demokraten gehalten    | Ben Nighthorse Campbell |
| Connecticut    | Chris Dodd          | Demokrat     | wiedergewählt              | Chris Dodd              |
| Florida        | Bob Graham          | Demokrat     | wiedergewählt              | Bob Graham              |
| Georgia        | Wyche Fowler        | Demokrat     | Zugewinn Republikaner      | Paul Coverdell          |
| Hawaii         | Daniel Inouye       | Demokrat     | wiedergewählt              | Daniel Inouye           |
| Idaho          | Steve Symms         | Republikaner | von Republikanern gehalten | Dirk Kempthorne         |
| Illinois       | Alan J. Dixon       | Demokrat     | von Demokraten gehalten    | Carol Moseley Braun     |
| Indiana        | Dan Coats           | Republikaner | wiedergewählt              | Dan Coats               |
| Iowa           | Chuck Grassley      | Republikaner | wiedergewählt              | Chuck Grassley          |
| Kalifornien    | Alan Cranston       | Demokrat     | von Demokraten gehalten    | Barbara Boxer           |
| Kansas         | Bob Dole            | Republikaner | wiedergewählt              | Bob Dole                |
| Kentucky       | Wendell Ford        | Demokrat     | wiedergewählt              | Wendell Ford            |
| Louisiana      | John Breaux         | Demokrat     | wiedergewählt              | John Breaux             |
| Maryland       | Barbara Mikulski    | Demokrat     | wiedergewählt              | Barbara Mikulski        |
| Missouri       | Kit Bond            | Republikaner | wiedergewählt              | Kit Bond                |
| Nevada         | Harry Reid          | Demokrat     | wiedergewählt              | Harry Reid              |
| New Hampshire  | Warren Rudman       | Republikaner | von Republikanern gehalten | Judd Gregg              |
| New York       | Al D’Amato          | Republikaner | wiedergewählt              | Al D’Amato              |
| North Carolina | Terry Sanford       | Demokrat     | Zugewinn Republikaner      | Lauch Faircloth         |
| North Dakota   | Kent Conrad         | Demokrat     | von Demokraten gehalten    | Byron Dorgan            |
| Ohio           | John Glenn          | Demokrat     | wiedergewählt              | John Glenn              |
| Oklahoma       | Don Nickles         | Republikaner | wiedergewählt              | Don Nickles             |
| Oregon         | Bob Packwood        | Republikaner | wiedergewählt              | Bob Packwood            |
| Pennsylvania   | Arlen Specter       | Republikaner | wiedergewählt              | Arlen Specter           |
| South Carolina | Fritz Hollings      | Demokrat     | wiedergewählt              | Fritz Hollings          |
| South Dakota   | Tom Daschle         | Demokrat     | wiedergewählt              | Tom Daschle             |
| Utah           | Jake Garn           | Republikaner | von Republikanern gehalten | Bob Bennett             |
| Vermont        | Patrick Leahy       | Demokrat     | wiedergewählt              | Patrick Leahy           |
| Washington     | Brock Adams         | Demokrat     | von Demokraten gehalten    | Patty Murray            |
| Wisconsin      | Bob Kasten          | Republikaner | Zugewinn Demokraten        | Russ Feingold           |

- wiedergewählt: ein gewählter Amtsinhaber wurde wiedergewählt.